# Gymnastiek op de Olympische Zomerspelen 2020 – Sprong vrouwen
De Sprong voor de vrouwen op de Olympische Zomerspelen 2020 in Tokio vond plaats op 25 juli (kwalificatie) en op 1 augustus (finale). De Braziliaanse Rebeca Andrade won de Olympische medaille, het zilver was voor de Amerikaanse MyKayla Skinner, en de Zuid-Koreaanse Yeo Seo-jeong behaalde de bronzen medaille. 

## Format
Alle deelnemende turnsters moesten een kwalificatie-oefening turnen. De beste acht deelnemers gingen door naar de finale. Echter mochten er maximaal twee deelnemers per land in de finale komen. De scores van de kwalificatie werden bij de finale gewist, en alleen de scores die in de finale gehaald werden, telden.

## Uitslag
- D = D-Score; de moeilijkheidsgraad van de oefening
- E = E-score; de uitvoeringsscore van de oefening
- Straf; straffen die zijn gegeven door de jury
- Totaal; D-score + E-score - straf geeft de totaalscore
- De einduitslag werd gebaseerd op een gemiddeld van de twee sprongen.

| Rang   | Naam               | Land             | Sprong 1 | Sprong 1 | Sprong 1 | Sprong 1 | Sprong 2 | Sprong 2 | Sprong 2 | Sprong 2 | Totaal |
| Rang   | Naam               | Land             | D        | E        | Straf    | Score 1  | D        | E        | Straf    | Score 2  | Totaal |
| ------ | ------------------ | ---------------- | -------- | -------- | -------- | -------- | -------- | -------- | -------- | -------- | ------ |
| Goud   | Rebeca Andrade     | Brazilië         | 6.0      | 9.266    | 0.100    | 15.166   | 5.8      | 9.200    |          | 15.000   | 15.083 |
| Zilver | MyKayla Skinner    | Verenigde Staten | 6.0      | 9.033    |          | 15.033   | 5.8      | 9.000    |          | 14.800   | 14.916 |
| Brons  | Yeo Seo-jeong      | Zuid-Korea       | 6.2      | 9.133    |          | 15.333   | 5.4      | 8.733    |          | 14.133   | 14.733 |
| 4      | Alexa Moreno       | Mexico           | 5.8      | 8.966    |          | 14.766   | 5.6      | 9.066    |          | 14.666   | 14.716 |
| 5      | Angelina Melnikova | Russische ploeg  | 5.4      | 9.266    |          | 14.666   | 6.0      | 8.800    | 0.100    | 14.700   | 14.683 |
| 6      | Lilija Achaimova   | Russische ploeg  | 5.8      | 8.866    |          | 14.666   | 5.6      | 9.066    |          | 14.666   | 14.666 |
| 7      | Shallon Olsen      | Canada           | 6.0      | 8.700    |          | 14.700   | 5.4      | 9.000    |          | 14.400   | 14.550 |
| 8      | Jade Carey         | Verenigde Staten | 3.3      | 8.633    |          | 11.933   | 5.8      | 9.100    | 2.000    | 12.900   | 12.416 |

1952: Jekaterina Kalintsjoek ·
1956: Larissa Latynina ·
1960: Margarita Nikolajeva ·
1964: Věra Čáslavská ·
1968: Věra Čáslavská ·
1972: Karin Janz ·
1976: Nelli Kim ·
1980: Natalja Sjaposjnikova ·
1984: Ecaterina Szabo ·
1988: Svetlana Boginskaja ·
1992: Lavinia Miloşovici, Henrietta Ónodi ·
1996: Simona Amânar ·
2000: Jelena Zamolodtsjikova ·
2004: Monica Roșu ·
2008: Hong Un-Jong ·
2012: Sandra Izbașa ·
2016: Simone Biles ·
2020: Rebeca Andrade ·
2024: Simone Biles